# Gefallenendenkmal Kringelsdorf

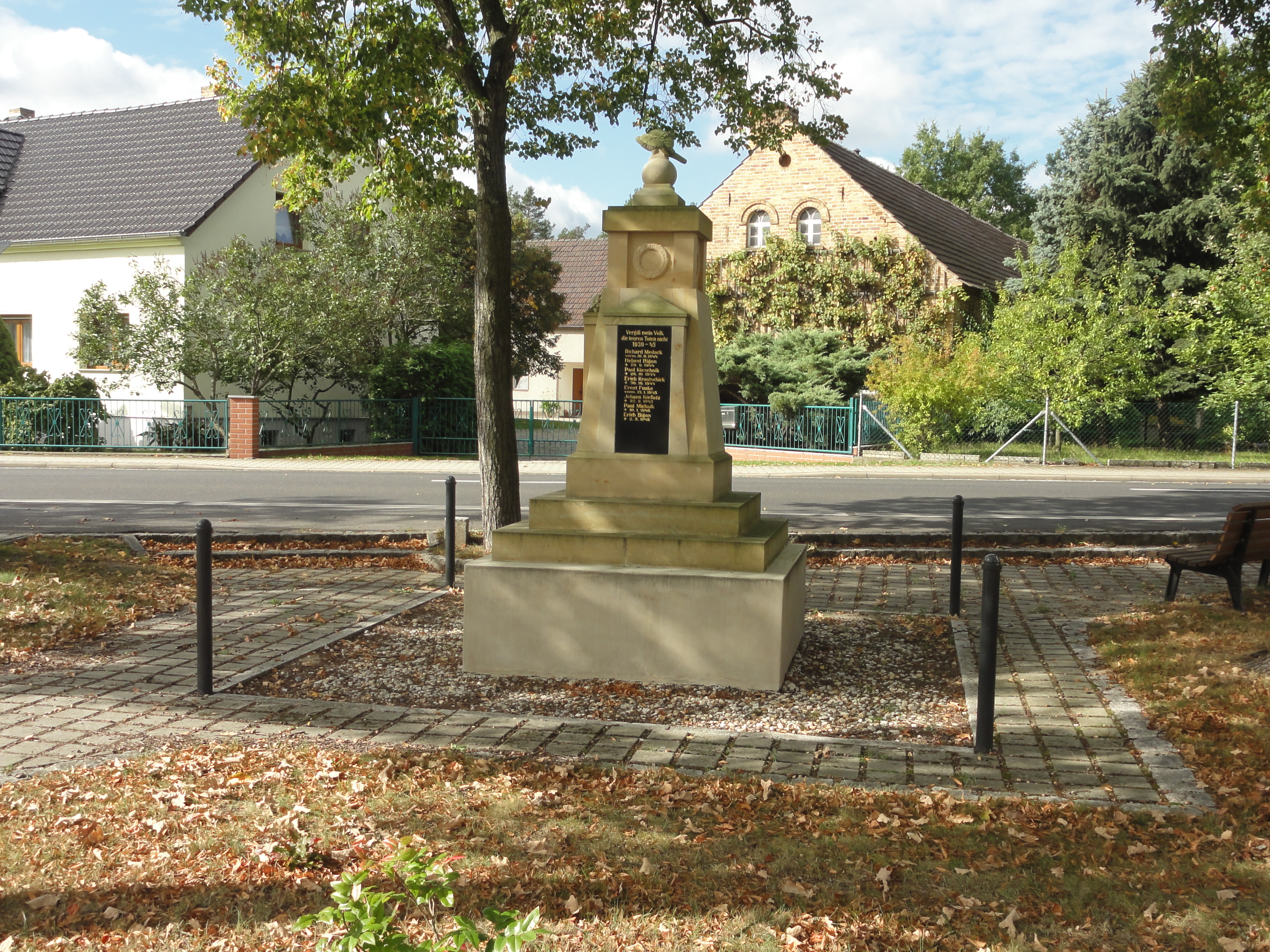
Gefallenendenkmal Kringelsdorf

Das Denkmal für die Gefallenen zweier Weltkriege in Kringelsdorf befindet sich im sächsischen Kringelsdorf, einem Ort der Gemeinde Boxberg/O.L. Das Denkmal liegt auf einem grünen Verkehrsdreieck an der Rietschener Straße. Die Sandsteinsäule befindet sich auf einem größeren Sockel, trägt auf drei Seiten Granittafeln und oben einen steinernen Adler. Die Hauptseite gedenkt der Opfer des Ersten Weltkrieges mit den Namen der im Krieg gefallenen und vermissten Einwohner des Ortes Kringelsdorf und des Ortsteiles Eselsberg. Die Tafeln auf der rechten und linken Seite gedenken Vermissten und Gefallenen des Zweiten Weltkrieges. 
Das Denkmal befindet sich in einem guten Zustand. Auf dem Grünstreifen wurde in den 1920er Jahren für jeden Gefallenen des Ersten Weltkrieges aus dem Ort eine Linde gepflanzt. Zu Zeiten der DDR wurde mindestens eine für die Errichtung der nahen Bushaltestelle gefällt.
Das Denkmal ist auf der Liste der Kulturdenkmale in Boxberg/O.L. verzeichnet, die vom Landesamt für Denkmalpflege Sachsen mit Stand vom 15. April 2014 erfasst wurden.

## Inschriften der Tafeln auf der Gedenksäule
| Den 1939 – 45 gefallenen zum Gedenken den Lebenden zur Mahnung Hermann Krautschick † 9.6.1941 Max Kasper verm. 6.3.1942 Max Michalk 12 † 7.6.1942 Max Michalk 31 † 5.7.1942 Paul Krautschick † 2.10.1942 Willi Biele † 14.12.1942 Erich Kulk † 20.8.1943 Max Reck † 5.2.1944 Max Michalk 1 verm. 22.6.1944 |

| Den Heldentod fürs Vaterland erlitten im Weltkriege 1914- 18 aus der Gemeinde Kringelsdorf mit Eselsberg J.A.: Ernst Kulk, † 27. 10. 1914, Johann Bruck, † 30. 12. 1914, Richard Hellmich, † 19. 7. 1916, Ernst Woyte, † 21. 10. 1916, August Kießetz, † 24. 10. 1916, Reinhold Hentschel, vermisst 1916, Alfred Brando, † 16. 6. 1917, Johann Petrick, † 6. 4. 1918, Johann Bigon, † 6. 10. 1918 |

| Vergiß mein Volk die teuren Toten nicht 1939 - 45 Richard Medack verm. 10.8.1944 Helmut Bigon † 20.09.1944 Paul Kieschnick † 26.10.1944 Erich Krautschick † 30.10.1944 Ernst Funke verm. 15.1.1945 Johann Kießetz † 22.2.1945 Paul Michalk † 10.1.1946 Erich Bigon † 2.5.1948 |